# Beleznay család
A pilisi gróf Beleznay család egy magyar nemesi család.

## Története
A család a 14. században a Somogy vármegyei Beleznán szerzett birtokot, innen származik a neve is. Középnemesi család mely, több hivatalnokot és köztisztviselőt adott a királyi Magyarországnak. Az első említett családtag Beleznay András, aki elindította a családot az ismertség és valódi nemesség útján. Később András unokája, János, majd az ő unokája, Beleznay Mihály és báji Patay Erzsébet fia Beleznay Sámuel tűnt ki, aki 1800. október 30-án magyarországi báró lett, 1805. október 25-én pedig grófi rangra emeltetett, utódaival együtt. Három fia közül ifj.Sámuel lelőtte apját, emiatt később őt is kivégezték. Károly (1804-1846) és az 1848-as szabadságharcban honvédkapitányként résztvevő Ferenc (1812-1887) utódai ma is élnek.
Utódaik nevei később változtak, így akár találkozhatunk Beleznai vagy Beleznay nevű le származókkal is.

## Nevesebb családtagok
- Beleznay András (16-17. század)
- Beleznay János (1673–1754)
- Beleznay Sámuel (1763–1818)

## Kastélyaik

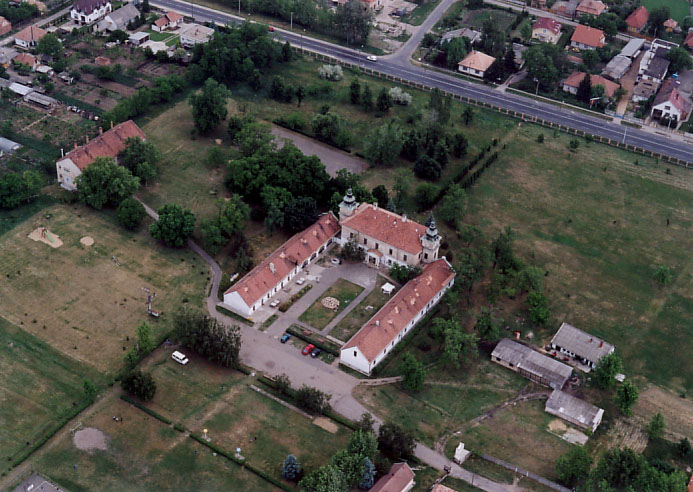
A pilisi Beleznay–Nyáry-kastély

- Beleznay-kastély (Bugyi)
- Beleznay–Nyáry-kastély (Pilis)
- Beleznay–Gubányi-kastély (Pilis)